# Gisèle de Bourgogne (comtesse de Savoie)
Ne doit pas être confondu avec Gisèle de Bourgogne.
Gisèle de Bourgogne, parfois sous la forme Gisèle de Bourgogne-Comté, née vers 1075 et morte après 1133, est une princesse du Moyen Âge issue de la maison d'Ivrée, qui devient comtesse à la suite de son mariage avec Humbert II, comte en Maurienne. À l'occasion d'un second mariage avec Rénier Ier, elle porte le titre de marquise de Montferrat.

## Biographie

### Origine
Gisèle, parfois sous les formes Guille, Guisle, Gille ou encore Wille, est la fille de Guillaume Ier le Grand dit « Tête-Hardie », comte de Bourgogne,, et de Étiennette de Bourgogne, dont l'origine est inconnue. Elle naît vers 1075.
Elle est ainsi la sœur de Guy, futur pape Calixte II, élu en 1119. 

### Premier mariage
Vers 1090, elle épouse Humbert II, sixième comte en Maurienne, également seigneur du Bugey, d'Aoste et du Chablais et marquis de Suse,,.
Ils ont six enfants,. L'aîné, Amédée (1095 † 1149) succèdera à son père sous le nom d'Amédée III. Les autres fils semblent poursuivent essentiellement une carrière ecclésiastique : Guillaume († 1130) est chanoine à Liège, Humbert († 1131), dont la vie est inconnue à ce jour, Guy devient abbé à Namur et, enfin, Reynald est prévôt de Saint-Maurice d'Agaune († après 1150).
Ils ont également deux filles. L'aînée, Adélaïde (v.1100 † 1154), est mariée au roi de France Louis VI le Gros, en août 1115, selon le médiéviste Andrew W. Lewis, et sa cadette, Agnès (v.1105 † ap.1180), est mariée à Archambaud VII de Bourbon († 1171), sire de Bourbon.
Lorsque le comte Humbert meurt en octobre 1103, un conseil comtal est organisé autour de la comtesse, avec l'évêque de Maurienne, Conon Ier, le comte de Genève, Aymon Ier et le grand seigneur Guy de Miribel. Gisèle de Bourgogne devient toutefois la nouvelle régente du comté,. Son fils, Amédée, est placé sous l'autorité du comte Aymon Ier de Genève, nommé tutor,.

### Second mariage
Vers 1103 ou 1105, elle épouse en secondes noces Rénier Ier, marquis de Montferrat,. Ils ont :
- Guillaume V (v. 1115 † 1191), marquis de Montferrat ;
- Jeanne, mariée en 1127 à Guillaume Cliton, comte de Flandre, et veuve l'année suivante ;
- Mathilde, mariée à Albert Zueta, marquis de Parodi ;
- Adélaïde, qui devient nonne ;
- peut-être une fille du nom d'Isabelle, mariée à Guy, comte de Biandrate (mais il est aussi possible qu'elle soit fille d'un second mariage de Jeanne).